# Robot 05
Robot 05 är en attackrobot för användning mot sjö- och markmål. Vapenplattformar för roboten var AJ 37 och senare AJS 37. Roboten kunde även bäras av SK 60. Roboten utvecklades och tillverkades av Saab-Scania, Missiles and Electronics. En variant Rb 05B med TV-målsökare föreslogs för flygvapnet under 1970-talet, men istället valdes den amerikanska AGM-65 Maverick, vilken i svenska flygvapnet fick beteckningen Robot 75.

## Egenskaper
Robot 05 var rollstabiliserad och styrdes mot målet av med hjälp av en styrspak i cockpit via en störfast radiolänk. Roboten kunde skjutas mot mål som inte låg i flygplanets direkta flygriktning, vilket möjliggjorde att piloten kunde avfyra roboten så fort målet upptäckts, detta för minimera tiden i närheten av målet. Efter avfyrning accelererade roboten in framför flygplanet, och därmed in i pilotens synfält, detta inom en sekund från avfyrning. Piloten kunde därefter börja styra roboten mot målet. Genom att roboten hade en rökfri vätskeraketmotor och spårljus, kunde piloten följa robotens flykt, och strävade att styra in roboten mot målet. En speciell simulator för att träna styrning av roboten togs fram för flygvapnets piloter. För träning användes också Sk 61 bestyckade med Bantam-robotar. Dessa robotar styrdes på samma sätt som robot 05 men var betydligt billigare och därför lämpliga för övningsskjutning.

## Användare
- Svenska flygvapnet

## Likvärdiga robotar
- AGM-12 Bullpup
- Nord AS.20
- Zvezda Ch-23

### Webbkällor
- ”Robot 05”. Arboga Elektronikhistoriska Förening. Arkiverad från originalet den 28 augusti 2010. https://web.archive.org/web/20100828113816/http://www.aef.se/Flygvapnet/Notiser/Robot%2005%20Notis.htm. Läst 2 december 2009.